# Franciszek Shōemon
Franciszek Shōemon (Franciszek Shoyemon) (ur. ?; zm. 14 sierpnia 1633 na wzgórzu Nishizaka w Nagasaki w Japonii) – święty Kościoła katolickiego, japoński dominikanin, męczennik.

## Życiorys
Data i miejsce jego urodzenia nie są znane, chociaż przypuszcza się, że na świat przyszedł w Nagasaki.
Wkrótce po przybyciu dominikańskiego misjonarza Dominika Ibáñez de Erquicia do Japonii został jego pomocnikiem, pełniąc funkcję katechisty. Działalność ewangelizacyjna w tym czasie w Japonii nie była łatwa, gdyż trwały prześladowania chrześcijan. Razem z Dominikiem Ibáñez de Erquicia został aresztowany 4 lipca 1633 r. w Nagayo. Będąc już w więzieniu został przyjęty do nowicjatu dominikańskiego. Dnia 13 sierpnia 1633 r. na wzgórzu Nishizaka w Nagasaki został poddany torturze tsurushi (podobnie jak Dominik Ibáñez de Erquicia), w wyniku której zmarł następnego dnia. Jego ciało zostało poćwiartowane, spalone, a resztki wrzucono do morza, tak że nie udało się zebrać żadnych relikwii.
Został beatyfikowany przez Jana Pawła II 18 lutego 1981 r. w Manila na Filipinach w grupie Dominika Ibáñez de Erquicia i towarzyszy. Tę samą grupę męczenników kanonizował Jan Paweł II 18 października 1987 r.